# Xenófanes
Xenófanes de Cólofon (em grego clássico: Ξενοφάνης ὁ Κολοφώνιος; ca. 570 a.C. – 475 a.C.) foi um filósofo grego, nascido na cidade de Cólofon, na Jónia (atual costa ocidental da Turquia). Cedo deixou sua cidade para levar vida errante na qualidade de rapsodo. Acredita-se que tenha passado algum tempo na Sicília e também em Eleia. Segundo a tradição, Xenófanes teria sido mestre de Parmênides de Eleia. Escreveu unicamente em versos em oposição aos filósofos jônios como Tales de Mileto, Anaximandro de Mileto e Anaxímenes de Mileto.
É a primeira pessoa conhecida a utilizar a observação de fósseis como evidência para a teoria da história da Terra. Ele verificou a existência de fósseis de peixes e conchas em localidades distantes da costa marinha, chegando à conclusão que tais locais em outras épocas estavam embaixo da água e foram fundo de mares.
Da sua obra restaram uma centena de versos.
A sua concepção filosófica destaca-se pelo combate ao antropomorfismo, afirmando que se os animais tivessem o dom da pintura, representariam os seus deuses em forma de animais, ou seja, à sua própria imagem.
As suas críticas à religião não tinham como objectivo um ataque pleno à dita mas, "dar ao divino uma pura e elevada ideia: o verdadeiro deus é único, com poder absoluto, clarividência perfeita, justiça infalível, majestade imóvel; que em pouco se assemelha aos deuses homéricos sempre a deambular pelo mundo sob o império das paixões", ou seja: só existe um deus único, em nada semelhante aos homens, que é eterno, não-gerado, imóvel e puro.

## Dados biográficos
Filósofo, poeta, sábio e pensador religioso. Fundador da escola de Eleia. Adversário do antropomorfismo dos poetas, dedicou-se a demonstrar a unidade e a perfeição de Deus. Sua doutrina é um panteísmo idealista que vê uma unidade em toda a matéria.
Xenófanes foi provavelmente exilado da Grécia pelos persas que conquistaram Colofão por volta de 546 a.C. Depois de viver algum tempo na Sicília e de levar uma vida errante através do Mediterrâneo, ele se estabeleceu em Eleia, no sul da Itália.
Como poeta nômade, tornou-se através de suas viagens um homem muito instruído, que sabia interrogar e narrar. A aceitar a veracidade de seus versos, Xenófanes viveu noventa e dois anos, como ele mesmo transcreve nesse trecho:
“Já sessenta e sete anos se passaram;
Fazendo vagar meu pensamento pela terra da Hélade;
De meu nascimento até então vinte e cinco a mais;
Se é que eu sei falar com verdade sobre isso.”

## Xenófanes e a mitologia grega
Expressando-se quase sempre através de poemas, os quais recitava ao longo de suas andanças, Xenófanes mostrava seu desprezo pelos deuses-antropomorfos que eram adorados em sua época e pela aceitação popular da mitologia de Homero e de Hesíodo.
"Tudo aos deuses atribuíram Homero e Hesíodo,

Tudo quanto entre os homens merece repulsa e censura,

Roubo, adultério e fraude mútua."
Xenófanes atacava a imoralidade dos deuses e deusas da mitologia grega, ridicularizava a crença na transmigração da alma e condenava a luxúria. Defendia a sabedoria e os prazeres sociais sem excesso.
"É de louvar-se o homem que, bebendo, revela atos nobres

Como a memória que tem e o desejo de virtude.

Sem nada falar de Titãs, nem de Gigantes,

Nem de Centauros, ficções criadas pelos antigos.

Ou de lutas civis violentas, nas quais nada há de útil.

Ter sempre veneração pelos deuses, isto é bom."

## A Teologia de Xenófanes
Xenófanes é considerado pela maioria como sendo mais um reformador religioso do que um filósofo. Diferentemente de Anaximandro, que criou o conceito do apeiron (ilimitado, indefinido), mas buscava na natureza intrínseca da matéria a causa para todas as transformações,
Xenófanes dizia que o ser absoluto, essência de todas as coisas, era o Um. E de acordo com Teofrasto, uma das fórmulas contidas nos ensinamentos de Xenófanes era: “Tudo é o Um e o Um é Deus”.
Aristóteles em seu livro Metafísica, nos relata: “Pois Parmênides parece referir-se ao Um segundo o conceito, e Melisso ao Um segundo a matéria. Por isso aquele diz que o Um é limitado, e este, que é ilimitado. Xenófanes, o primeiro a postular a unidade, nada esclareceu, nem parece que vislumbrou nenhuma dessas duas naturezas, mas, dirigindo o olhar a todo o céu, diz que o Um é o Deus.”
Consequentemente, o conceito Deus é então criado por Xenófanes como sendo um ser mais alto, com uma identidade abstrata, e não possui nenhum atributo conhecido pelos homens, e tão pouco é semelhante a estes — nem quanto à figura, nem quanto ao espírito.
A respeito disso, Clemente de Alexandria, em sua obra Tapeçarias, reproduz essa estrofe também atribuída a Xenófanes:
“Mas se mãos tivessem os bois, os cavalos e os leões

E pudessem com as mãos desenhar e criar obras como os homens,

Os cavalos semelhantes aos cavalos, os bois semelhantes aos bois,

Desenhariam as formas dos deuses e os corpos fariam

Tais quais eles próprios têm.”